# 진상미로
진상미로(Jinsangmi-ro)는 경기도 이천시 장호원읍 제요교차로에서  이천시 중리동 장록동삼거리를 잇는 이천시의 도로로, 총 연장은 24.075km이다. 이름이 유래된 것은 임금님께 진상한 이천쌀 명성을 알리고자 하기 위해 유래되었다.

## 역사
- 2009년 10월 26일 : 도로명으로 진상미로를 고시

## 주요 경유지
경기도
- 이천시(장호원읍 . 설성면 . 모가면 . 중리동)

## 노선
| 이름               | 접속 노선                           | 소재지 | 소재지   | 비고                        |
| ------------------ | ----------------------------------- | ------ | -------- | --------------------------- |
| 제요 교차로        | 국도 제38호선 (서동대로)            | 이천시 | 장호원읍 |                             |
| 제요교             |                                     | 이천시 | 설성면   |                             |
| (이름없음)         | 지방도 제333호선 (금율로)           | 이천시 | 설성면   | 지방도 제333호선구간        |
| 설성 교차로        | 국도 제38호선 (서동대로)            | 이천시 | 설성면   | 지방도 제333호선구간        |
| 설성문화마을사거리 | 설성로 진상미로 665번길             | 이천시 | 설성면   | 지방도 제333호선구간        |
| 개곳이고개         |                                     | 이천시 | 설성면   | 지방도 제333호선구간        |
| 장천삼거리         | 지방도 제333호선 (설가로)           | 이천시 | 설성면   | 지방도 제329호선구간        |
| (교량이름 미상)    |                                     | 이천시 | 설성면   | 지방도 제329호선구간        |
| 수산삼거리         | 지방도 제329호선 (노성로)           | 이천시 | 설성면   | 지방도 제329호선구간        |
| 윌산교             |                                     | 이천시 | 설성면   | 지방도 제329호선구간        |
|                    | 모가면                              | 이천시 |          | 지방도 제329호선구간        |
| 송곡2교            |                                     | 이천시 |          | 지방도 제329호선구간        |
| 옥천교             |                                     | 이천시 |          | 지방도 제329호선구간        |
| (이름없음)         | 지방도제322호선 (대월로)            | 이천시 |          | 지방도 제329호선구간        |
| (이름없음)         | 대월로83번길                        | 이천시 |          | 지방도 제329호선구간        |
| (이름없음)         | 공원로 모산로                       | 이천시 |          | 지방도 제329호선구간        |
| 소고교             |                                     | 이천시 |          | 지방도 제329호선구간        |
| 비승대사거리       | 공원로217번길                       | 이천시 | 중리동   | 국가지원지방도 제70호선구간 |
| 대포삼거리         | 국가지원지방도 제70호선 (사실로)    | 이천시 | 중리동   | 국가지원지방도 제70호선구간 |
| 대포동 교차로      | 대장로                              | 이천시 | 중리동   | 국가지원지방도 제70호선구간 |
| 단월사거리         | 단월로 진상미로1913번길             | 이천시 | 중리동   | 국가지원지방도 제70호선구간 |
| 단월삼거리         | 단월로                              | 이천시 | 중리동   | 국가지원지방도 제70호선구간 |
| 장록교             |                                     | 이천시 | 중리동   | 국가지원지방도 제70호선구간 |
| 장록동1삼거리      | 진상미로 2344번길 진상미로 2345번길 | 이천시 | 중리동   | 국가지원지방도 제70호선구간 |
| 장록회전 교차로    | 국도 제42호선 (중부대로)            | 이천시 | 중리동   | 국가지원지방도 제70호선구간 |

## 주요 건물및 시설
- GS칼텍스 반월성 주유소 (진상미로 162/제요리 634-14)
- 청미새마을금고 설성지점 (진상미로 173/제요리 661-4)
- 설성우체국 (진상미로 179/제요리 659-2)
- 청미새마을금고 설성지점 (진상미로 173/제요리 661-4)
- NH농협 설성농협 하나로마트 제요점 (진상미로 182/제요리 654-1)
- CU 이천행죽리점 (진상미로 328/행죽리 213-5)
- SK에너지 한길설성주유소 (진상미로 644/금당리 72-5)
- NH농협 설성농협 주유소(진상미로 690/금당리 180-4)
- 설성자동차공업사 (진상미로 700/금당리 187-10)
- NH농협 설성농협하나로마트 (진상미로 707/금당리 188-1)
- S-OIL 우리주유소 (진상미로 939/송곡리 172-3)
- 송곡2리마을회관 (진상미로 955/송곡리 185-4)
- 송곡초등학교 (진상미로 1054/송곡리 295-2)
- 세븐일레븐 이천서경점 (진상미로 1170/서경리 334-6)
- NH농협모가농협주유소 (진상미로 1187/서경리 295-3)
- SK에너지 동신주유소 (진상미로 1235/진가리 62-4)
- 이마트24 이천모가점 (진상미로 1273/진가리 115-5)
- 모가면 행정복지센터 (진상미로 1295/진가리 114-6)
- 세븐일레븐 이천모가면점 (진상미로 1304/진가리 152-51)
- 모가파출소 (진상미로 1305/진가리 114-11)
- 현대오일뱅크 굿모닝주유소 (진상미로 1586/소고리 373-1)
- 현대오일뱅크 코리아주유소 (진상미로 1726/대포동 529-1)
- 현대오일뱅크 금강주유소 (진상미로 1752/대포동 604-5)
- SK에너지 싸이먼이천주유소 (진상미로 1848/대포동 760-6)
- GS칼텍스 남이천주유소 (진상미로 1871/단월동 728-5)
- SK에너지 SK사랑주유소 (진상미로 2065/단월동 244-7)
- CU 이천고담점 (진상미로 2149/고담동 492-11)
- 알뜰 고담주유소 (진상미로 2168/고담동 477-6)
- 세븐일레븐 이천고담점 (진상미로 2224/고담동 430-11)
- SK에너지 엔크린 하나K주유소 (진상미로 2355/장록동 288-2)
- 타이어프로 이천장록점 (진상미로 2356/장록동 289-3)